# George Siemens
Pour les articles homonymes, voir Siemens (homonymie).
George Siemens est un théoricien de l'apprentissage dans une société basée sur les technologies numériques (connectivisme), né au XXe siècle au Mexique. Il vit et travaille actuellement au Canada. Il a été directeur associé dans le Centre de technologies d'apprentissage à l'Université du Manitoba, et travaille depuis à Université Athabasca
Siemens et Stephen Downes ont développé une théorie de l'apprentissage intitulée connectivisme qui utilise le principe du réseau comme point central de l'apprentissage, en se concentrant davantage sur le fait de faire des liens entre les connaissances.
Il est l'auteur de l'article Connectivisme : Une théorie de l'apprentissage pour l'ère du numérique et du livre connaître la connaissance - une exploration de l'impact du contexte a changé et les caractéristiques de la connaissance.